# U.S. Open Cup 1992
La U.S. Open Cup 1992 è stata la settantanovesima edizione della coppa nazionale statunitense. È iniziata il 5 aprile 1992 e si è conclusa il 11 luglio 1992.
Il torneo è stato vinto per la prima volta dal San Jose Oaks che ha battuto in finale i B. Vasco da Gama per 2-1.

## Squadre partecipanti
| Stati                 | Squadre                                                             |
| --------------------- | ------------------------------------------------------------------- |
| Arizona               | Croatia                                                             |
| California            | Alianza DF San Jose Oaks Santa Barbara                              |
| Distretto di Columbia | Spartans SC                                                         |
| Florida               | McCormick Kickers                                                   |
| Illinois              | Chicago Maroons Indianapolis Inferno                                |
| Maryland              | Hummers Sports Cafe                                                 |
| Missouri              | Scott Gallagher                                                     |
| New York              | N.Y. Greek American Brooklyn Italians                               |
| New Jersey            | Valenciano                                                          |
| New Mexico            | New Mexico Chiles                                                   |
| Oregon                | Kell's Celtic                                                       |
| Pennsylvania          | UGH Bradling Terriers                                               |
| Texas                 | Dallas Inter Dallas Rockets Dallas Strikers Galveston Norte America |
| Tennessee             | Survivors                                                           |
| Utah                  | Flamengo SC                                                         |
| Washington            | Seattle United                                                      |
| Wisconsin             | Bavarian SC                                                         |

## Date
| Turno                 | Data                 |
| --------------------- | -------------------- |
| Primo turno regionale | aprile 1992          |
| Semifinali regionali  | maggio 1992          |
| Finali regionali      | maggio - giugno 1992 |
| Semifinali            | 21 giugno 1992       |
| Finale                | 11 luglio 1992       |

## Primo turno regionale

### Region I
| Squadra 1           | Risultato | Squadra 2           |
| ------------------- | --------- | ------------------- |
| N.Y. Greek American | 1 - 0     | Brooklyn Italians   |
| N.Y. Greek American | 4 - 0     | Valenciano          |
| UGH                 | 2 - 0     | Bradling Terriers   |
| Spartans SC         | 3 - 1     | Hummers Sports Cafe |
| B. Vasco da Gama    | ? - ?     | ?                   |

### Region II
?

### Region III
| Squadra 1               | Risultato | Squadra 2       |
| ----------------------- | --------- | --------------- |
| Galveston Norte America | 2 - 1     | Dallas Strikers |
| Galveston Norte America | 4 - 0     | Survivors       |

### Region IV
| Squadra 1         | Risultato | Squadra 2         |
| ----------------- | --------- | ----------------- |
| New Mexico Chiles | ? - ?     | Croatia           |
| Kell's Celtic     | 2 - 1     | Seattle United    |
| Santa Barbara     | 4 - 1     | Alianza DF        |
| Flamengo SC       | 2 - 1     | New Mexico Chiles |

## Semifinali regionali

### Region I
| Squadra 1        | Risultato | Squadra 2           |
| ---------------- | --------- | ------------------- |
| B. Vasco da Gama | 2 - 1     | N.Y. Greek American |
| Spartans SC      | 3 - 1     | UGH                 |

### Region II
| Squadra 1            | Risultato | Squadra 2       |
| -------------------- | --------- | --------------- |
| Indianapolis Inferno | 5 - 2     | Bavarian SC     |
| Scott Gallagher      | 1 - 0     | Chicago Maroons |

### Region III
| Squadra 1      | Risultato | Squadra 2               |
| -------------- | --------- | ----------------------- |
| Dallas Rockets | 5 - 0     | Galveston Norta America |
| Dallas Inter   | 1 - 0     | McCormick Kickers       |

### Region IV
| Squadra 1     | Risultato | Squadra 2     |
| ------------- | --------- | ------------- |
| Kell's Celtic | 2 - 0     | Flamengo SC   |
| San Jose Oaks | 2 - 0     | Santa Barbara |

## Finali regionali

### Region I
| Squadra 1        | Risultato | Squadra 2   |
| ---------------- | --------- | ----------- |
| B. Vasco da Gama | 1 - 0     | Spartans SC |

### Region II
| Squadra 1            | Risultato | Squadra 2       |
| -------------------- | --------- | --------------- |
| Indianapolis Inferno | 2 - 0     | Scott Gallagher |

### Region III
| Squadra 1      | Risultato | Squadra 2    |
| -------------- | --------- | ------------ |
| Dallas Rockets | 2 - 1     | Dallas Inter |

### Region IV
| Squadra 1     | Risultato | Squadra 2     |
| ------------- | --------- | ------------- |
| San Jose Oaks | 2 - 0     | Kell's Celtic |

## Semifinali
| Squadra 1      | Risultato | Squadra 2            |
| -------------- | --------- | -------------------- |
| Dallas Rockets | 0 - 2     | B. Vasco da Gama     |
| San Jose Oaks  | 3 - 1     | Indianapolis Inferno |

## Finale
| Fenton 11 luglio 1992                               | San Jose Oaks | 2 – 1 (d.t.s.) | B. Vasco da Gama | Indianapolis Soccer Stadium |
| \| \| \| \| \| Hughes Palic \| Marcatori \| Neal \| |               |                |                  |                             |
|                                                     |               |                |                  |                             |
| Hughes Palic                                        | Marcatori     | Neal           |                  |                             |